# Velika nagrada Sirakuz
Velika nagrada Sirakuz (Gran Premio di Siracusa) je bila avtomobilistična dirka, ki je potekala med letoma 1951 in 1967 v italijanskem mestu Sirakuze, Sicilija.

## Zmagovalci
| Leto | Zmagovalec              | Moštvo    | Poročilo |
| ---- | ----------------------- | --------- | -------- |
| 1951 | Luigi Villoresi         | Ferrari   | Poročilo |
| 1952 | Alberto Ascari          | Ferrari   | Poročilo |
| 1953 | Emmanuel de Graffenried | Maserati  | Poročilo |
| 1954 | Giuseppe Farina         | Ferrari   | Poročilo |
| 1955 | Tony Brooks             | Connaught | Poročilo |
| 1956 | Juan Manuel Fangio      | Ferrari   | Poročilo |
| 1957 | Peter Collins           | Ferrari   | Poročilo |
| 1958 | Luigi Musso             | Ferrari   | Poročilo |
| 1961 | Giancarlo Baghetti      | Ferrari   | Poročilo |
| 1963 | Jo Siffert              | Lotus     | Poročilo |
| 1964 | John Surtees            | Ferrari   | Poročilo |
| 1965 | Jim Clark               | Lotus     | Poročilo |
| 1966 | John Surtees            | Ferrari   | Poročilo |
| 1967 | Mike Parkes             | Ferrari   | Poročilo |